# Beatjuggling
El beatjuggling es una técnica de Turntablism evolucionada desde el backspin creada por DJ Steve Dee. Consiste en crear nuevas formas rítmicas a partir de discos de vinilo. Se realiza poniendo rápidamente sonido por sonido intercalado entre los discos, o combinando trozos de compases, normalmente con el mismo disco en ambos platos, creando un remix en directo.
- Datos: Q11680178